# Deich- und Sielverband St. Jürgensfeld
Der Deich- und Sielverband St. Jürgensfeld ist ein Deichverband sowie Wasser- und Bodenverband mit Sitz in Lilienthal im Landkreis Osterholz.

## Verbandsgebiet
Der Deich- und Sielverband St. Jürgensfeld ist für ein rund 5.300 Hektar großes Verbandsgebiet in den Gemeinden Lilienthal und Ritterhude zuständig. Das Verbandsgebiet wird im Süden von der Wümme begrenzt. Im Westen folgt die Verbandsgrenze dem Deich zur Hamme, im Norden in etwa der Gemeindegrenze mit Worpswede, um dann durch den zu Worphausen gehörenden Ortsteil Lüningsee, durch den zu St. Jürgen gehörenden Ortsteil Kleinmoor und die Ortsteile Klostermoor und Trupermoor zu verlaufen, bevor sie in Falkenberg auf die Deichlinie westlich der Wörpe trifft.
Im Verbandsgebiet liegen 14,95 km Hochwasserschutzdeich an der Wümme (von der L 133 in Truperdeich bis zur Lesum) und 1,79 km Hochwasserschutzdeich an der Hamme (von der Schleuse Ritterhude bis zur Lesum) sowie etwa 4,7 km Hochwasserdeich an der Hamme oberhalb der Schleuse Ritterhude (von der K 9 bei Moorhausen bis zur Schleuse Ritterhude).

## Aufgaben
Zu den Aufgaben des Deich- und Sielverbandes gehören u. a. der Schutz der im Verbandsgebiet liegenden Grundstücke vor Sturmfluten und Hochwasser sowie die Unterhaltung von Gewässern.

## Verbandsstruktur
Der Verband wird von einem zwölfköpfigen Ausschuss vertreten. Der Ausschuss wählt seinerseits den aus sieben Mitgliedern bestehenden Vorstand. Ausschuss und Vorstand werden für fünf Jahre gewählt.
Mitglieder des Verbandes sind alle Grundeigentümer, Wohnungseigentümer und Erbbauberechtigten der im Verbandsgebiet liegenden Grundstücke als dingliche Mitglieder sowie Körperschaften des öffentlichen Rechts als korporative Mitglieder.